# هاري بينينغتون
هاري بينينغتون (بالإنجليزية: Harry Pennington)‏ (1 سبتمبر 1875 في المملكة المتحدة - ) هو لاعب كرة قدم بريطاني (وحمل سابقاً جنسية المملكة المتحدة لبريطانيا العظمى وأيرلندا) في مركز حراسة المرمى. لعب مع نادي برينتفورد ونادي تشورلي و1st Scots Guards F.C. ‏.